# Abraxas virginalis
Abraxas virginalis là một loài bướm đêm trong họ Geometridae.